# نعمة طعمة
نعمة طعمة (مواليد عام 1934 -) هو مهندس ورجل أعمال وسياسي لبناني. نائب حالي في مجلس النواب اللبناني (البرلمان اللبناني) (2009-).
أنتخب نائبا عن دائرة الشوف في انتخابات عام 2000 و 2005 و 2009 مع كتلة اللقاء الديمقراطي. وقد تقلد منصب وزير المهجّرين في مجلس الوزراء اللبناني (الحكومة اللبنانية) بين عامي2005 و 2008.